# ハプワース16、一九二四
「ハプワース16、一九二四」（ハプワースじゅうろく、せんきゅうひゃくにじゅうよん、英: Hapworth 16, 1924）は、J・D・サリンジャーが『ザ・ニューヨーカー』に1965年6月19日に発表した中編小説。作者が生前に発表した最後の小説でもある。日本語、ロシア語訳が刊行されている。
米国では現在に至るまで単行本化されていない。1996年にオーキシーズ・プレスという無名出版社から本作が出版される予定があったが、数カ月後には無期限延期となった。これは、出版予定をメディアにすっぱ抜かれたことに反発したサリンジャーが出版を取り下げたためという。このため、米国において本作を閲覧するには『ザ・ニューヨーカー』の古本かマイクロフィルム、そして2005年にDVDで発売された"The Complete New Yorker"を入手する必要がある。

## 内容
グラース家の長男、7歳のシーモア・グラースが、1924年の夏休みにメイン州のキャンプ地・ハプワースに来てから16日目に家族に送った長い手紙を、1965年に弟バディがタイプライターで書き写している、という形式で叙述される書簡体小説。シーモアの、キャンプ地の大人たちに対する批判意見、文学作品や哲学に対する考察、自身の性的欲求などが、7歳児としてはありえないほど高等かつ饒舌な文体で語られている。

## 評価
年を追うごとに内省的・神秘主義的な傾向が深まっていったサリンジャーの、生前発表した中では最後の作品だが、読者や批評家からの評価は高くなかった。ストーリー性はほぼ皆無で、非現実的な知性を設定された7歳児のシーモアがひたすら知的関心事について語る内容に対し、批評家のエドワード・コスナーは「題材はあまりに内輪でだけ大切になりすぎている。サリンジャーは自分が関心のあることだけにとらわれて、それが外の世界に伝わる形にならなくなってしまっている」、『ニューヨーク・タイムズ』のミチコ・カクタニは「不快で怪しげ、そして悲しいことに、まったく魅力のない物語」とそれぞれ酷評した。

## 訳書
- 『ハプワース16、一九二四』（原田敬一訳、荒地出版社、1977年）
- 『一九二四年、ハプワースの16日』（繁尾久・大塚アヤ子訳、東京白川書院、1981年）
- 『このサンドイッチ、マヨネーズ忘れてる／ハプワース16、1924』（金原瑞人訳、新潮社：新潮モダン・クラシックス、2018年／新潮文庫、2024年）